# روزاليند أبلباي
روزاليند أبلباي (بالإنجليزية: Rosalind Appleby)‏ هي صحفية أسترالية، ولدت في 30 سبتمبر 1979.